# Wojciech Wessel (zm. 1656)
Wojciech Wessel herbu Rogala (zm. 26 sierpnia 1656 roku)  – krajczy koronny w latach 1653–1656, stolnik koronny w latach 1652–1653, chorąży nadworny koronny w latach 1646–1648, starosta makowski w 1631 roku, starosta różański w 1623 roku, starosta tykociński w 1652 roku.
Poseł na sejm 1624, 1625, sejm nadzwyczajny 1629 roku. Poseł na sejm warszawski 1626 roku z ziemi różańskiej. Poseł na sejm konwokacyjny 1632 roku z ziemi różańskiej. 
Wyznaczony komisarzem do rady wojennej w 1648 roku. 
Poseł na sejm nadzwyczajny 1652 roku, poseł sejmiku średzkiego na sejm zwyczajny 1654 roku.
W 1648 roku był elektorem Jana II Kazimierza Wazy z ziemi różańskiej. 
Pochowany w kościele karmelitów w Gdańsku.